# Lac Burton
Der Lac Burton ist ein ca. 231 km² großer See im Westen von Québec in Kanada.

## Lage
Der Lac Burton liegt in der Jamésie, 15 km südöstlich der Hudson Bay. Sein kurzer Abfluss fließt vom Nordwestufer zum nördlich verlaufenden Fluss Rivière Vauquelin, der in die nahe Hudson Bay mündet. Der 66 m hoch gelegene See weist eine Längsausdehnung in WNW-OSO-Richtung von 44 km sowie eine maximale Breite von 10 km auf.

## Namensgebung
Namensgeber des Sees war Oberstleutnant James Wallace Burton (1908–1980). Während des Zweiten Weltkriegs gehörte er zu einer Gruppe von Offizieren der kanadischen Luftwaffe, die eng mit der Erstellung einer Reihe von Luftfahrtkarten für Nordkanada verbunden waren. Er wurde zum Member of the Order of the British Empire ernannt.
Die Cree (ein indigenes Volk) nennen den See "Pichistipapy Sakahikan". Die Inuit gaben dem See den Namen "Tasialuk".